# Annabergiet
Het mineraal annabergiet  is een nikkel-arsenaat, een verbinding van twee arsenaatgroepen  met nikkel met molecuulformule Ni3(AsO4)2·8H2O. Het is dus gehydrateerd. Annabergiet heeft een monoklien kristalrooster en is isomorf met vivianiet en erythriet. De kristallen zijn fragiel en capillair en worden zelden gevonden. De kleur is appelgroen. 
Annabergiet was lang onder de naam nikkeloker bekend, sinds 1758. De naam annabergiet is in 1852 door HJ Brooke en WH Miller voorgesteld. De plaats Annaberg in Duitsland is de typelocatie, een van de plaatsen waar het mineraal kan worden gevonden. Het komt samen met nikkelertsen voor. Er is de variëteit dudgeoniet, dat in Creetown in Kirkcudbrightshire wordt gevonden, waarin een deel calcium zit in plaats van nikkel. Dudgeoniet is naar P Dudgeon genoemd. Cabreriet lijkt hier ook op, maar daarin is een deel nikkel door magnesium vervangen. Dat is voor het eerst in de Sierra Cabrera in Spanje gevonden.

## Websites
- Annabergite Mineral Data